# 2008年夏季奧林匹克運動會馬術比賽

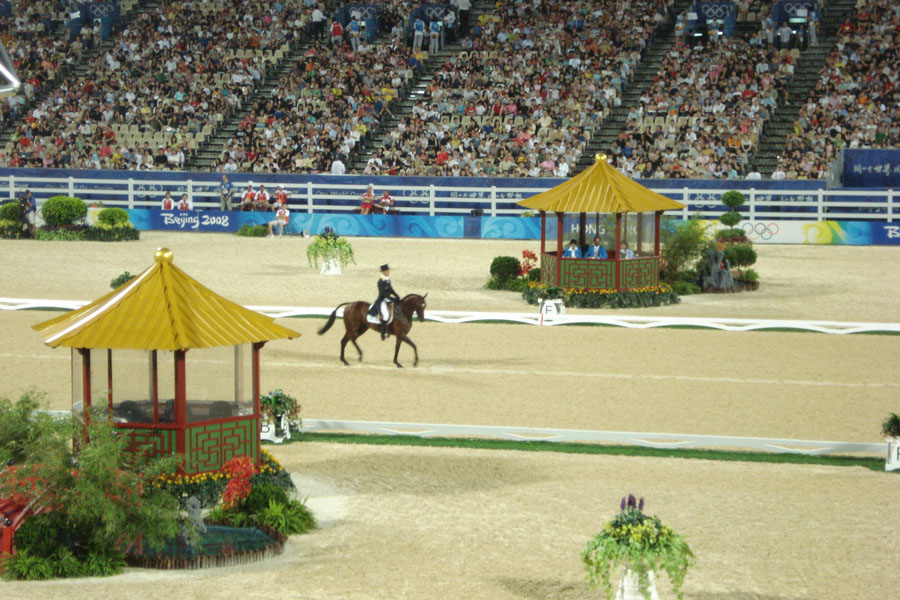
2008年夏季奧林匹克運動會馬術比賽－三項賽：盛裝舞步賽

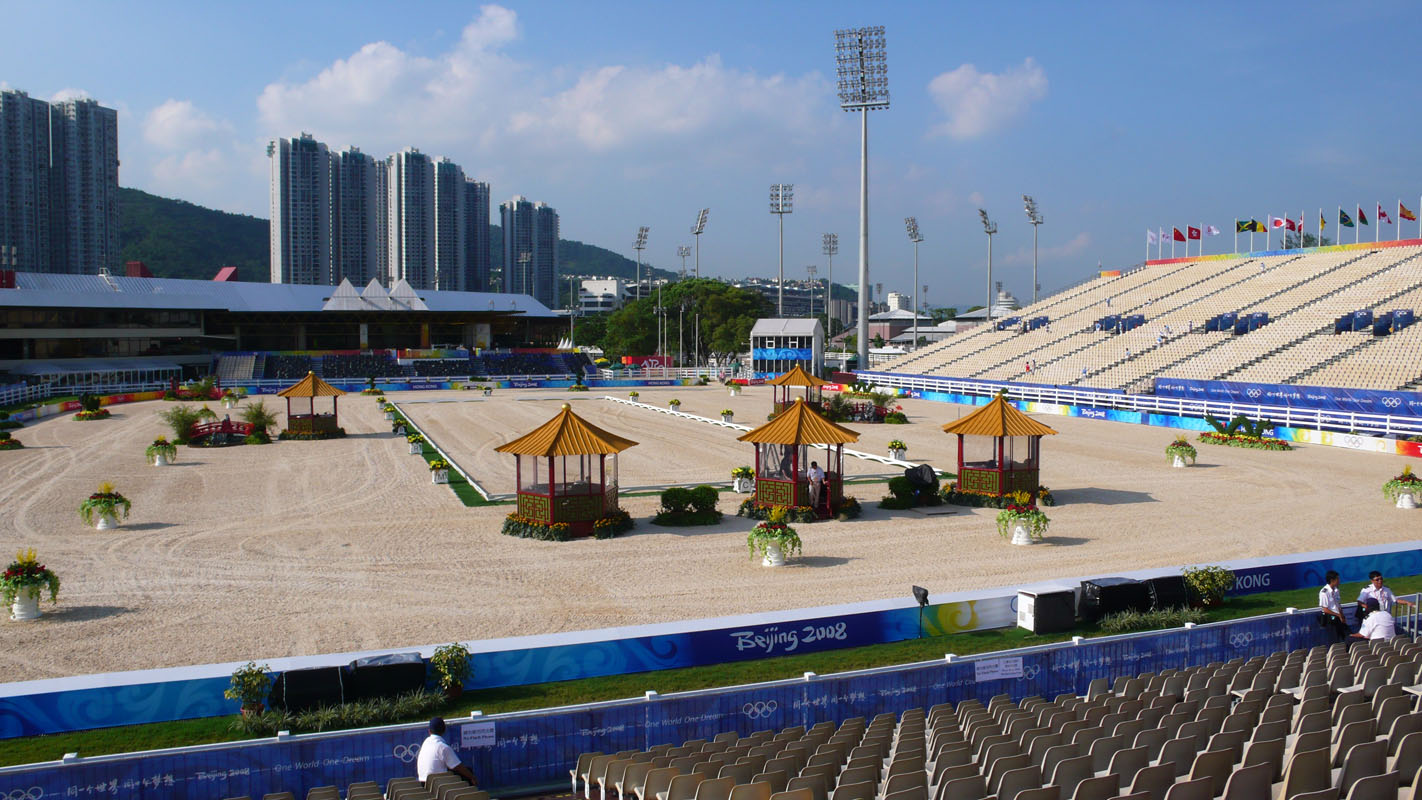
香港奧運馬術比賽場地（沙田）

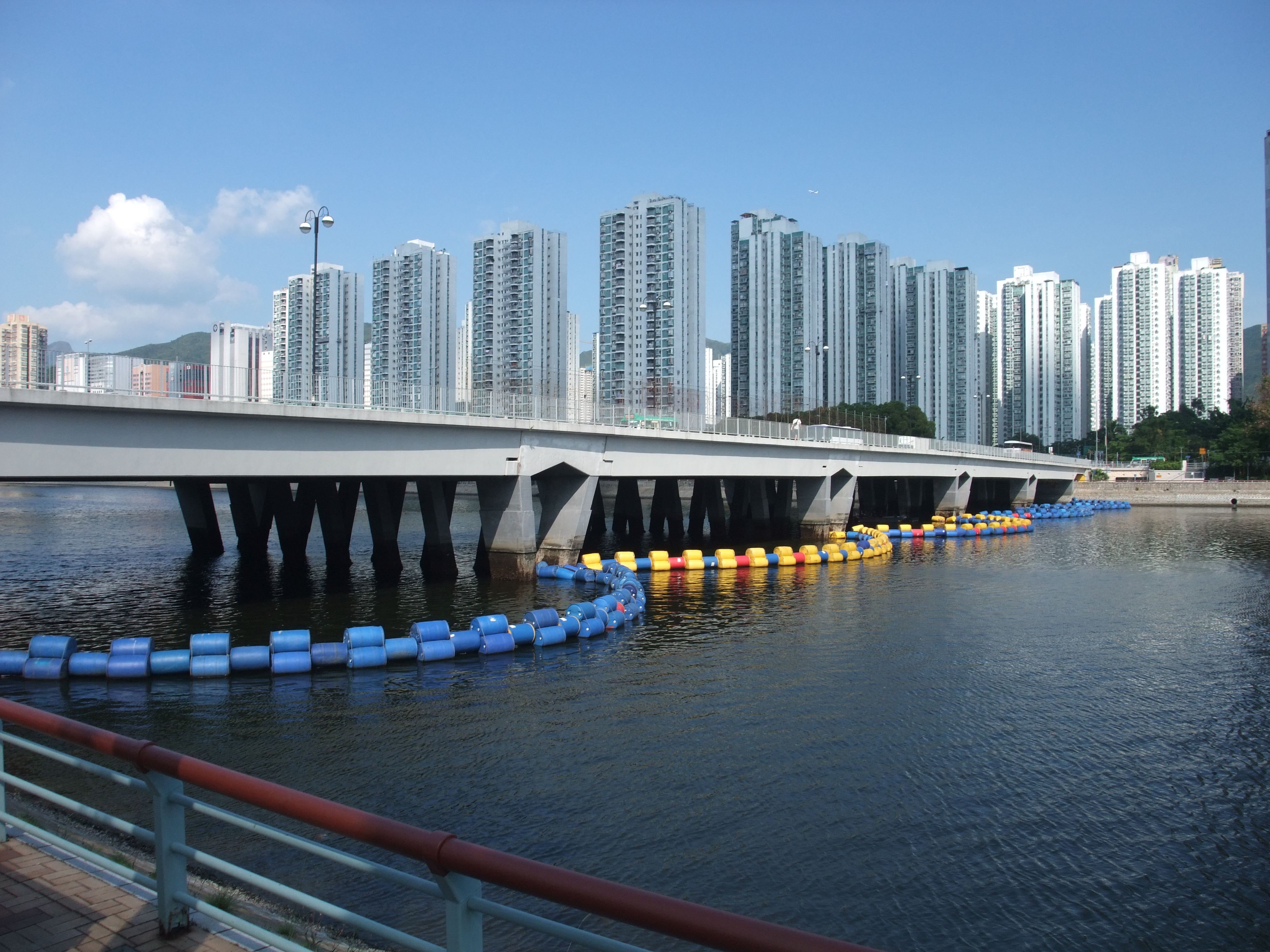
因為保安理由，奧運期間翠榕橋對下的城門河道被封閉

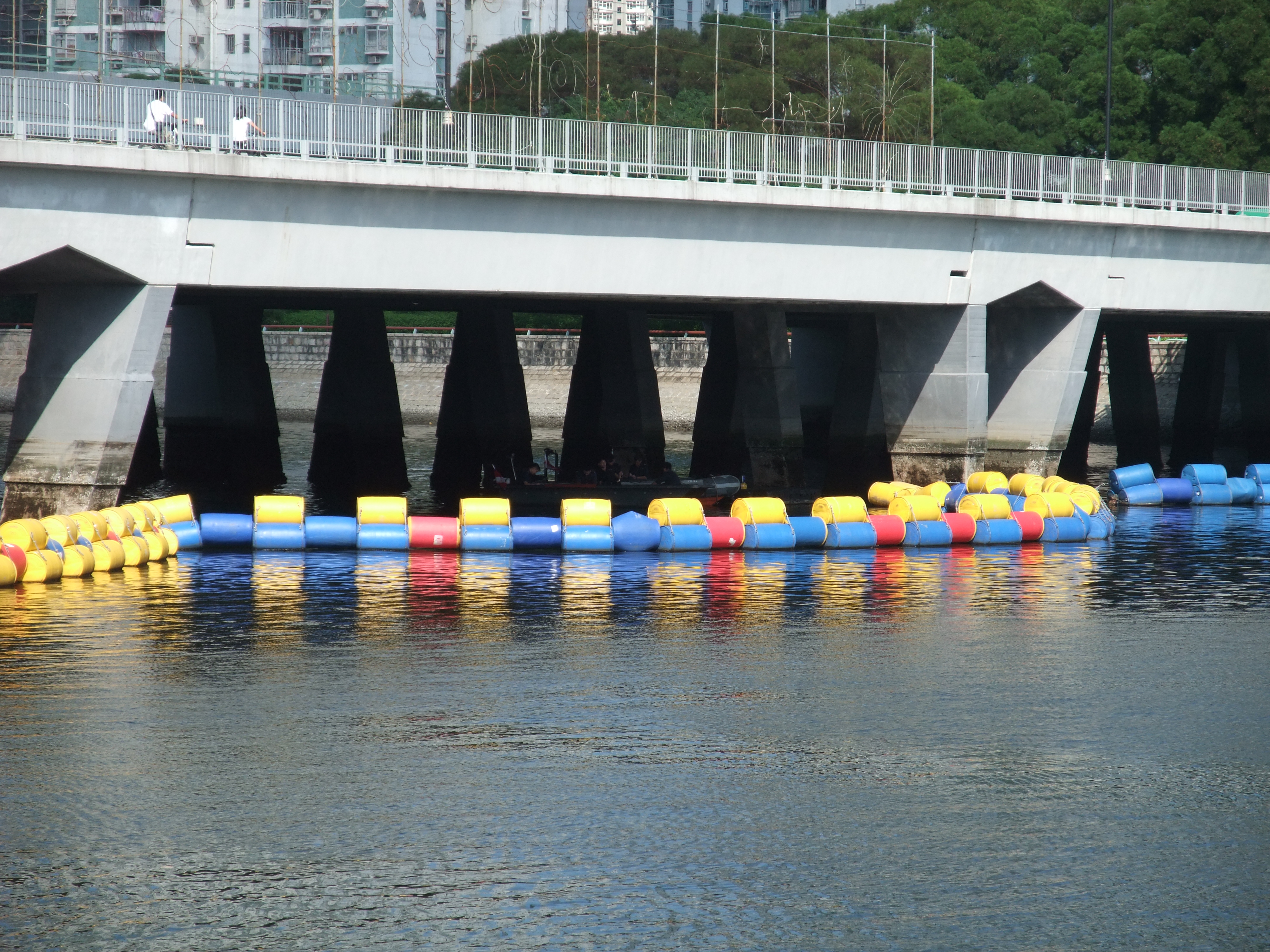
於翠榕橋浮波後的水警。

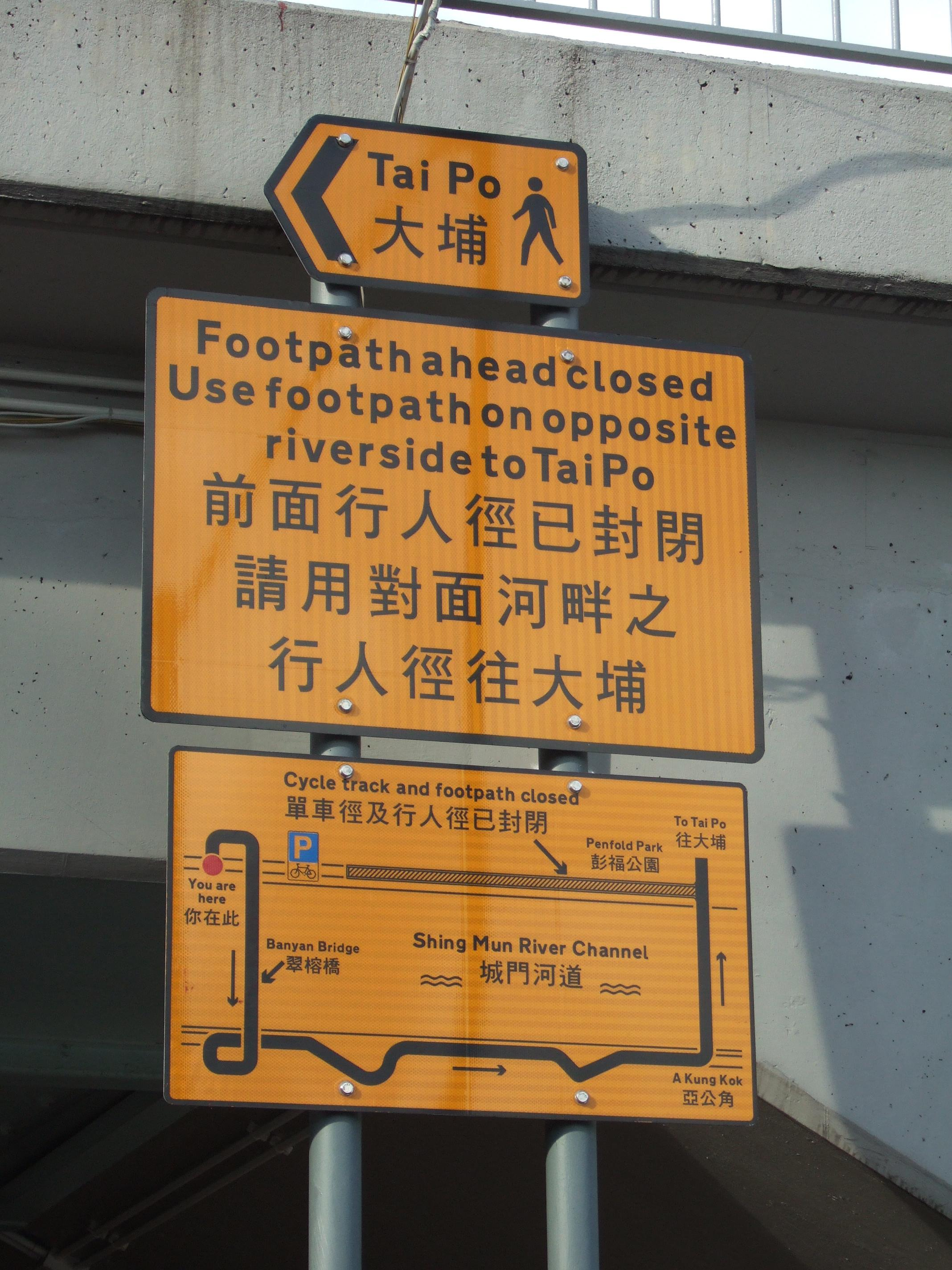
因為保安理由，沙田馬場對出的一段單車徑和行人徑被封閉

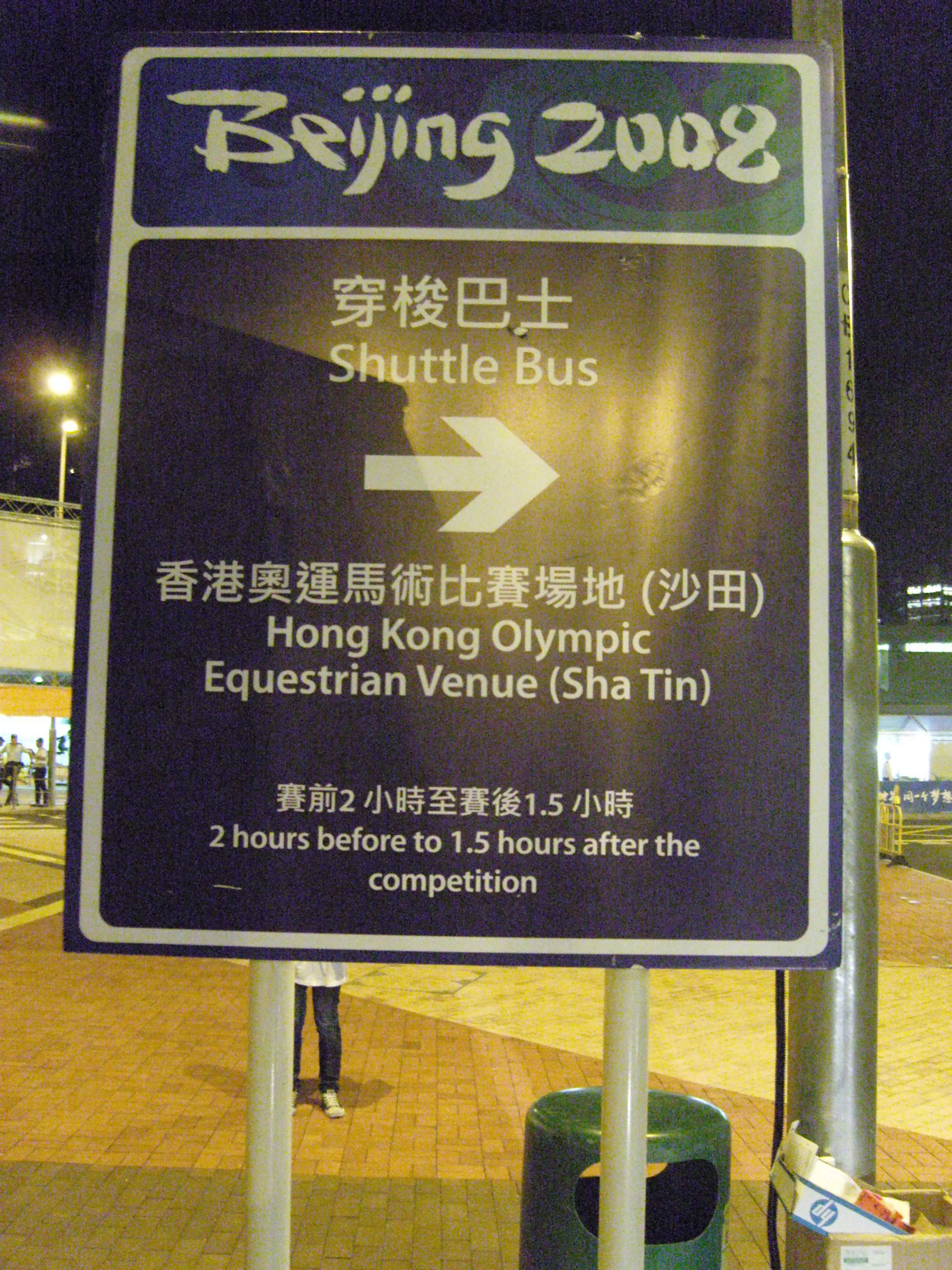
前往香港奧運馬術比賽場地（沙田）的穿梭巴士路牌

2008年夏季奧林匹克運動會馬術比賽於2008年8月9日至8月21日於香港新界沙田香港體育學院、彭福公園和雙魚河畔舉行。

## 比賽項目
本屆的馬術賽事一共頒發6枚金牌，以下為本屆馬術賽事的比賽項目：
- 個人盛裝舞步賽
- 團體盛裝舞步賽
- 個人場地障礙賽
- 團體場地障礙賽
- 個人三項賽
- 團體三項賽

## 賽事地點
- 場地障礙賽及盛裝舞步賽於位於沙田火炭的香港體育學院及彭福公園或沙田馬場舉行，兩處興建合共提供20,000席的體育場地。
- 6公里越野賽於上水金錢村香港賽馬會雙魚河鄉村會所內的雙魚河騎術學校及哥爾夫場舉行。

## 比賽簡介
1. 盛裝舞步賽
2. 場地障礙賽
3. 三項賽

## 申辦過程
2005年7月8日，在新加坡舉行的國際奧林匹克委員會第117次全會上，決定由香港協辦2008年奧運馬術項目。此乃第29屆奧林匹克運動會組織委員會主席劉淇在匯報2008年夏季奥林匹克运动会籌備情況時宣佈已經與國際馬術聯合會達成協議，將2008年奧運會及傷殘奧運會的馬術項目移師香港舉行，並且獲得國際奧林匹克委員會同意。
第29屆奧林匹克運動會組織委員會提出把馬術移師，是因為北京未能夠做到馬匹比賽場地方圓10公里內無其他馬匹的要求，於達到國際馬術協會的馬匹檢疫要求方面亦有困難，因此希望由經驗豐富的香港承辦。

### 發展
- 2005年7月8日：香港取得奧運馬術項目承辦權
- 2005年7月10日：國際奧委會主席羅格訪問香港三天，視察香港的場地並與相關人士會面。
- 2006年11月：開始召募第一期志願工作者

### 各界反應
香港行政長官曾蔭權對香港能協辦奧運馬術項目表示歡迎及深感榮幸，認為是香港體育發展史上的里程碑。表示香港政府必定會與各方面緊密合作，確保場事圓滿及成功。
中國馬術協會表示將服從北京奧組委的決定，全力以赴與香港合作。
國際馬術聯會最初大力反對將馬術項目移離北京，後來同意方案，其會長稱並非改變立場，而是最初擔心香港離北京太遠，致使運動員來往不方便。香港的濕度雖然比較高，但是可以透過調節比賽時間取得平衡。
香港民主黨發言人鄭家富表示香港政府應該小心考慮場館建設，儘量先利用現有的場館設施，然後才考慮興建新場館。民建聯經濟事務發言人陳鑑林表示香港缺乏舉辦大型國際體育比賽的經驗，因此應多吸收其他地方的組織經驗。

#### 支持
- 香港擁有全世界最佳的馬匹運輸、馬匹檢疫、馬匹管理的技術和人才，而且組織國際賽馬比賽經驗豐富。相對之下北京缺乏相關經驗。
- 1956年墨爾本奧運的馬術項目亦是於瑞典斯德哥爾摩舉行，說明由另一個奧委會舉辦馬術項目並非無先例可循。
- 有人認為，今次主辦馬術項目的經驗可以應用於翌年於香港舉行的第五屆東亞運動會。

#### 反對
- 香港與中國大陸分屬不同的奧委會，中国奥林匹克委员会與港協暨奧委會（即中國香港奧委會）乃兩個地位平等的組織，香港協辦馬術項目將削減中國香港奧委會的獨立地位。
- 雖然香港的賽馬活動十分流行，但是賽馬的本質和馬術比賽不一樣，香港人對馬術依然十分陌生。
- 香港與北京在地理上相距甚遠，馬術項目和其他項目分開舉辦可能會影響整個運動會的可觀性。

#### 賽事組織
- 香港參考青島的做法，成立第29屆奧林匹克運動會組織委員會馬術委員會(香港)，由政務司司長出任主席，負責籌組及舉辦2008年奧運會及殘奧會的馬術比賽。委員會亦以公司形式成立一個執行機構 ─ 第29屆奧林匹克運動會馬術比賽（香港）有限公司（簡稱「馬術公司」）─ 負責籌辦馬術比賽。另一方面，香港賽馬會則負責設計及建造香港奧運馬術比賽場地。
- 香港賽馬會將斥資7至8億港元，改建場館及重置體育學院，而香港體育學院將臨時搬遷至烏溪沙。但香港的運動員擔心臨時搬遷體育學院將影響他們集訓，影響香港運動員的成績。
- 其他籌辦費用將由北京奧組委負責，而門券收益亦收歸北京奧組委。估計可吸引1至3萬名遊客，收益約1至3億港元。
- 香港將不會因舉辦馬術項目而自動取得參賽資格。

## 參賽資格

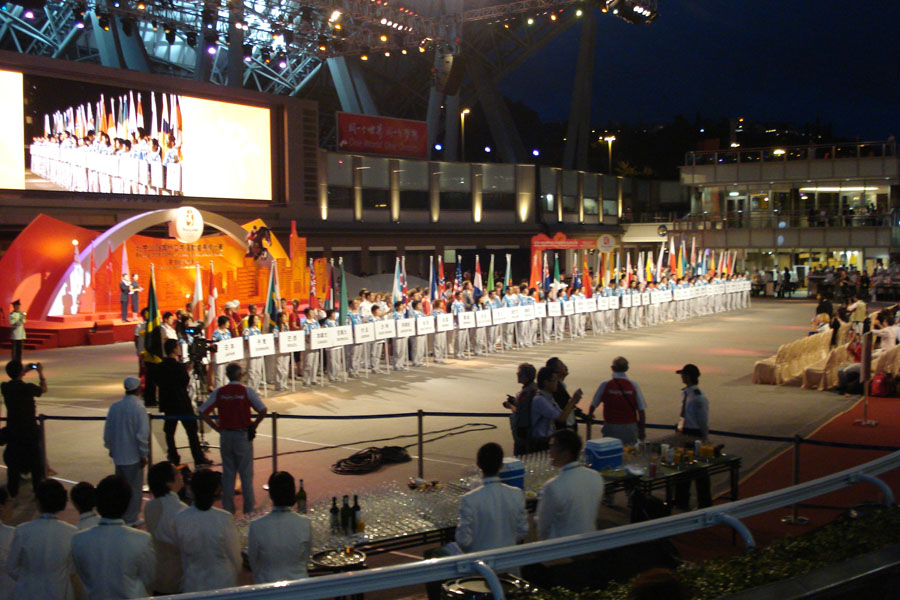
本屆馬術比賽的參賽國運動員代表持旗，列隊參與2008年8月8日舉行的香港歡迎晚會

本屆馬術比賽共有75位騎手及75匹馬參與，除了主辦國中國外，其餘參賽名額必須參加各大洲奧運資格賽。團體賽最少共有10隊參加（可能超過10隊），每個奧委會成員國最多可以派出5人及5匹馬組成一隊參賽，最少則可派出3人及3匹馬，但進入個人決賽階段最多只可派出3人及3匹馬出賽；如果團體賽奧運資格賽有少於10隊隊伍直接取得參賽資格，則剩下的名額將分配給組合隊1。個人賽方面，只有每個奧委會成員國在團體賽有5名或5名騎手達到參加決賽的標準，每個國家（地區）的最佳成績的首3名騎手可獲得參加個人賽決賽參賽資格，但該國家（地區）奧委會第4至5名騎手不得作為候補騎手。
各位騎手必須達成以下的最低標準才可以參加奧運會馬術比賽：
- 獲得國際馬聯4星級三日賽一個達標成績。
- 獲得國際馬聯3星級三日賽一個達標成績和3星級一日賽一個達標成績。

### 盛裝舞步
| 出線資格賽             | 舉行日期              | 舉辦地點   | 出線名額 | 出線隊伍            |
| ---------------------- | --------------------- | ---------- | -------- | ------------------- |
| 2006年世界馬術運動會   | 2006年8月20日至9月3日 | 亞琛       | 3隊      | 德國 荷蘭 美國      |
| 2007年歐洲錦標賽       | 2007年8月27日至9月2日 | 都靈       | 3隊      | 瑞典 · 瑞士2 · 英国 |
| 2007年亞太區三項錦標賽 | 2007年10月25日至28日  | 澳大利亚   | 2隊      |                     |
| 2007年泛美運動會       | 2007年7月13日至29日   | 里約熱內盧 | 2隊      | 加拿大 巴西         |
| 總數                   |                       |            | 10隊     |                     |

- ^  注解1：組合隊由最少3名、最多5名騎手組成。騎手必須屬於同一國家（地區）奧委會，並且全部騎手必須取得參賽資格，最後根據國際馬聯奧運會三項賽騎手排名才可以組成組合隊。
- ^  注解2：瑞士當地時間2008年1月9日晚上，瑞士馬術協會宣佈不會參加是屆奧運的盛裝舞步馬術比賽。瑞士首席騎師、全球排名第四的西爾維婭·伊克爾認為長途旅行和香港的濕熱天氣會影響馬匹的健康，拒絕愛駒到香港參賽。而伊克爾是瑞士盛裝舞步馬術隊最有把握取得好成績的一個。由於她不參加，其餘三名運動員成績不突出，因此決定索性全盤退出[2]。

## 成績
| 項目                   | 金牌 | 金牌     | 银牌 | 银牌     | 铜牌 | 铜牌     |
| 個人盛裝舞步賽（詳細） | 安基·（荷兰） · 座騎：Salinero | 78.680分 | 伊莎贝尔·（德国） · 座騎：Satchmo | 76.650分 | 海克·（德国） · 座騎：Bonaparte | 74.455分 |
| 團體盛裝舞步賽（詳細） | 德国（GER） · 海克· · 座騎：Bonaparte · 娜丁·卡佩尔曼 · 座騎：Elvis Va · 伊莎贝尔· · 座騎：Satchmo | 72.917分 | 荷兰（NED） · 汉斯·彼得·明德豪德 · 座騎：Nadine · 伊姆克·斯海勒肯斯－巴特尔斯 · 座騎：Sunrise · 安基· · 座騎：Salinero                                                                                      | 71.750分 | 丹麦（DEN） · 安妮·范奥尔斯特 · 座騎：Clearwater · 纳塔莉·楚·赛恩·维特根斯坦 · 座騎：Digby · 安德烈亚斯·赫尔格斯特兰德 · 座騎：Don Schufro                                               | 68.875分 |
| 個人場地障礙賽（詳細） | 埃里克·（加拿大） · 座騎：Hickstead | 0分+0分  | 罗尔夫-约兰·班特森（瑞典） · 座騎：Ninja | 0分+4分  | 比齐·（美国） · 座騎：Authentic | 4分+0分  |
| 團體場地障礙賽（詳細） | 美国（USA） · 麦克莱恩·沃德 · 座騎：Sapphire · 劳拉·克劳特 · 座騎：Cedric · 威尔·辛普森 · 座騎：Carlsson Vom Dach · 比齐·马登 · 座騎：Authentic                                                                | 20分+0分 | 加拿大（CAN） · 吉尔·亨塞尔伍德 · 座騎：Special Ed · 埃里克·拉马兹 · 座騎：Hickstead · 伊恩·米勒 · 座騎：In Style · 马克·科恩 · 座騎：Ole                                                                   | 20分+4分 | 瑞士（SUI）3 · 克里斯蒂娜·利布赫尔 · 座騎：No Mercy · 皮乌斯·施维策 · 座騎：Nobless M · 尼克劳斯·舒滕贝格尔 · 座騎：Cantus · 史蒂夫·古尔达特 · 座騎：Jalisca Solier                      | 30分     |
| 個人三項賽（詳細）     | 欣里希·彼得·（德国） · 座騎：Marius | 54.20分  | 吉娜·（美国） · 座騎：Mckinlaigh | 56.10分  | 蒂娜·（英国） · 座騎：Miners Frolic | 57.40分  |
| 團體三項賽（詳細）     | 德国（GER） · 彼得·汤姆森 · 座騎：The Ghost Of Hamish · 弗兰克·奥斯特霍尔特 · 座騎：Mr. Medicott · 安德烈亚斯·迪博夫斯基 · 座騎：Butts Leon · 英格丽德·克利姆克 · 座騎：Abraxxas · 欣里希·彼得· · 座騎：Marius | 166.10分 | （AUS） · 沙恩·罗斯 · 座騎：All Luck · 索尼娅·约翰逊 · 座騎：Ringwould Jaguar · 露辛达·弗雷德里克斯 · 座騎：Headley Britannia · 克莱顿·弗雷德里克斯 · 座騎：Ben Along Time · 梅甘·琼斯 · 座騎：Irish Jester | 171.20分 | 英国（GBR） · 莎伦·亨特 · 座騎：Tankers Town · 黛西·迪克 · 座騎：Spring Along · 威廉·福克斯-皮特 · 座騎：Parkmore Ed · 蒂娜· · 座騎：Miners Frolic · 玛丽·金 · 座騎：Call Again Cavalier | 185.70分 |

- ^  注解3：北京奧運會馬術場地障礙團體賽銅牌得主、挪威選手托尼·安德烈·漢森因賽馬“卡米羅”的尿檢呈陽性，從而取消他的獎牌並對他施以四個半月禁賽的處罰。挪威隊奧運會銅牌被取消。按照相關規定，北京奧運會的馬術場地障礙團體賽第四名瑞士隊將遞補為第三名[3]。

## 各國獎牌榜
| 排名   | 国家／地区 | 金牌 | 银牌 | 铜牌 | 總數 |
| ------ | ---------- | ---- | ---- | ---- | ---- |
| 1      | 德国       | 3    | 1    | 1    | 5    |
| 2      | 美国       | 1    | 1    | 1    | 3    |
| 3      | 加拿大     | 1    | 1    | 0    | 2    |
| 3      | 荷兰       | 1    | 1    | 0    | 2    |
| 5      |            | 0    | 1    | 0    | 1    |
| 5      | 瑞典       | 0    | 1    | 0    | 1    |
| 7      | 英国       | 0    | 0    | 2    | 2    |
| 8      | 丹麦       | 0    | 0    | 1    | 1    |
| 8      | 瑞士3      | 0    | 0    | 1    | 1    |
| 總計： | 總計：     | 6    | 6    | 6    | 18   |

- ^  注解3：北京奧運會馬術場地障礙團體賽銅牌得主、挪威選手托尼·安德烈·漢森因賽馬“卡米羅”的尿檢呈陽性，從而取消他的獎牌並對他施以四個半月禁賽的處罰。挪威隊奧運會銅牌被取消。按照相關規定，北京奧運會的馬術場地障礙團體賽第四名瑞士隊將遞補為第三名。[3]

## 紀念

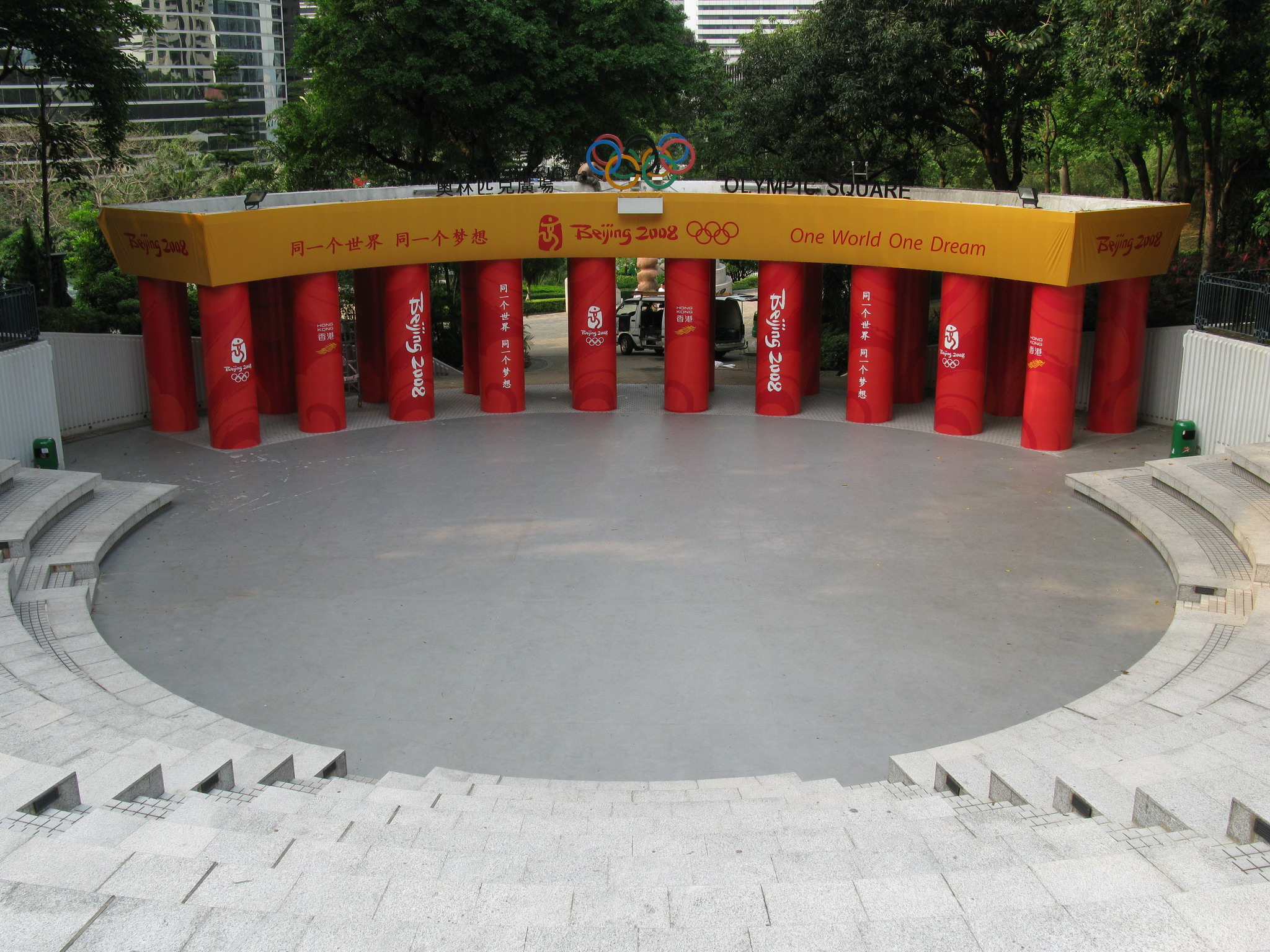
位於香港公園內的奧林匹克廣場已換上奧運主題裝飾

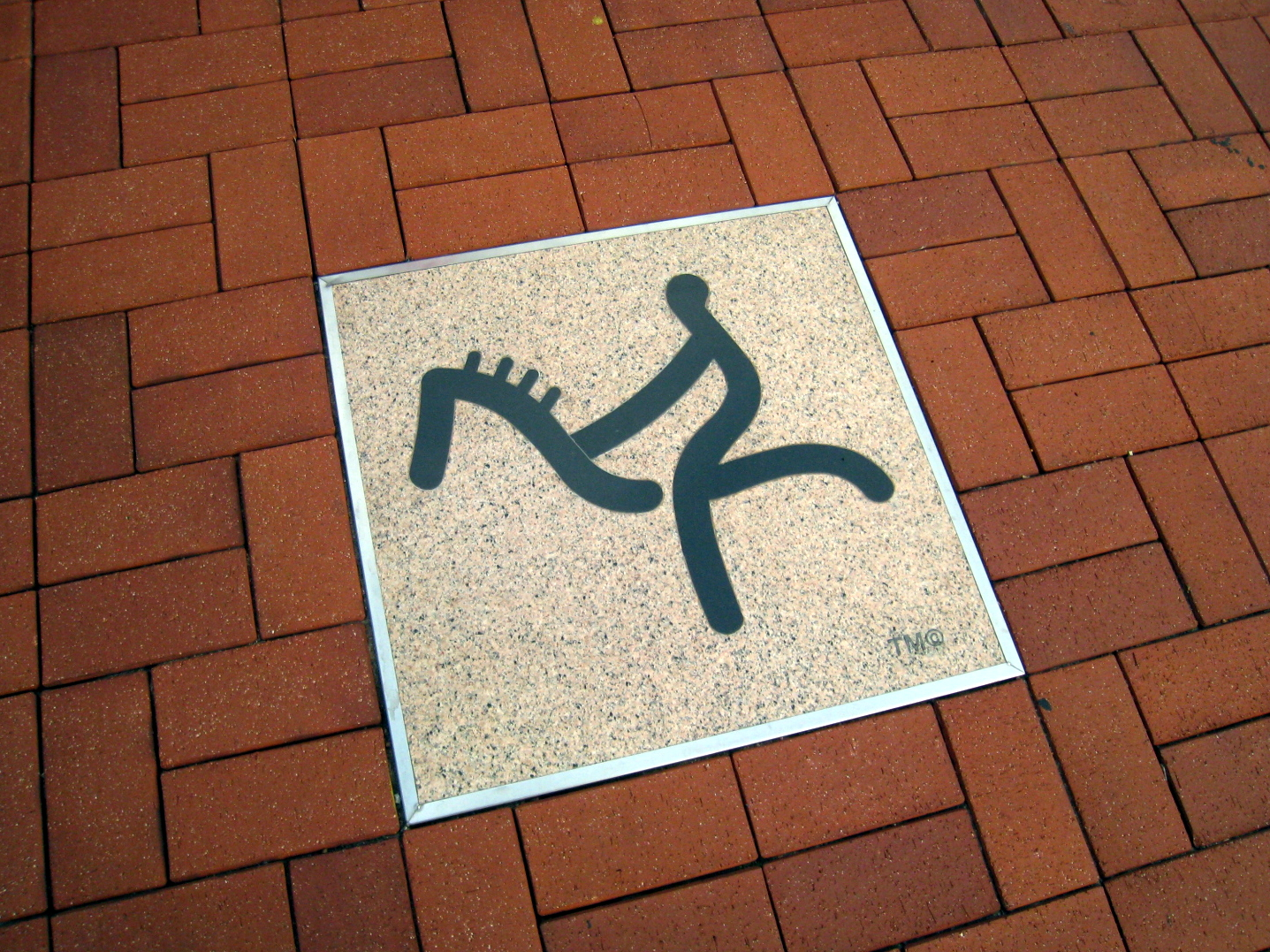
沙田源禾路的行人路段鋪上奧馬圖標設計的地磚

為紀念香港協辦2008年夏季奧林匹克運動會馬術比賽，以下建築被重新命名以作紀念：
- 香港奧運大樓：前稱體育大樓，位於香港島銅鑼灣掃桿埔香港大球場旁，為香港多個體育組織的總部地點
- 奧林匹克廣場：前稱花園廣場，位於香港島金鐘香港公園內，是專為舉行活動而設的一個廣場

此外，新界沙田市中心近沙田大會堂一帶的休憩用地，被改建成以奧運為主題的廣場，名為城市藝坊。而沙田源禾路近沙田消防局的行人路段永久鋪上奧馬圖標設計的地磚，以天然粉紅色花崗岩為主要物料，再鑲上高級切割技術製成的天然黑色花崗岩奧馬圖標。
另一方面，香港賽馬會與香港奧委會亦擬在沙田興建永久性的香港奧林匹克博物館。

## 外部連結
- 第29屆奧林匹克運動會比賽項目：馬術──第29屆奧林匹克運動會網站（比賽項目：馬術）
- 香港特區政府、香港賽馬會、港協暨奧委會等有關香港協辦馬術項目的記者招待會（页面存档备份，存于）
- 奧組委不顧國際馬聯反對　馬術賽移港真實原因（页面存档备份，存于）
- 符合參賽資格國家名單* 國際馬聯（页面存档备份，存于）
- 香港馬術總會（中國香港體育協會暨奧林匹克委員會會員機構）（英文）

### 失效連結
- 北京2008年奧運及殘奧馬術在香港──官方網站。提供最新消息、賽事及場地的資訊。
- 第29屆奧林匹克運動會組織委員會馬術委員會（香港）